# Durand (Wisconsin)
Durand es una ciudad ubicada en el condado de Pepin en el estado estadounidense de Wisconsin. En el Censo de 2010 tenía una población de 1.931 habitantes y una densidad poblacional de 402,57 personas por km².

## Geografía
Durand se encuentra ubicada en las coordenadas 44°37′20″N 91°57′31″O / 44.62222, -91.95861. Según la Oficina del Censo de los Estados Unidos, Durand tiene una superficie total de 4.8 km², de la cual 4.52 km² corresponden a tierra firme y (5.67%) 0.27 km² es agua.

## Demografía
Según el censo de 2010, había 1.931 personas residiendo en Durand. La densidad de población era de 402,57 hab./km². De los 1.931 habitantes, Durand estaba compuesto por el 98.08% blancos, el 0.21% eran afroamericanos, el 0.52% eran amerindios, el 0.05% eran asiáticos, el 0.05% eran isleños del Pacífico, el 0.26% eran de otras razas y el 0.83% pertenecían a dos o más razas. Del total de la población el 0.83% eran hispanos o latinos de cualquier raza.